# Федорівка (Терпіннівська сільська громада)
Фе́дорівка — село в Україні, в Мелітопольському районі Запорізької області. Входить до складу Терпіннівської сільської громадb. Населення становить 396 осіб.

## Географія

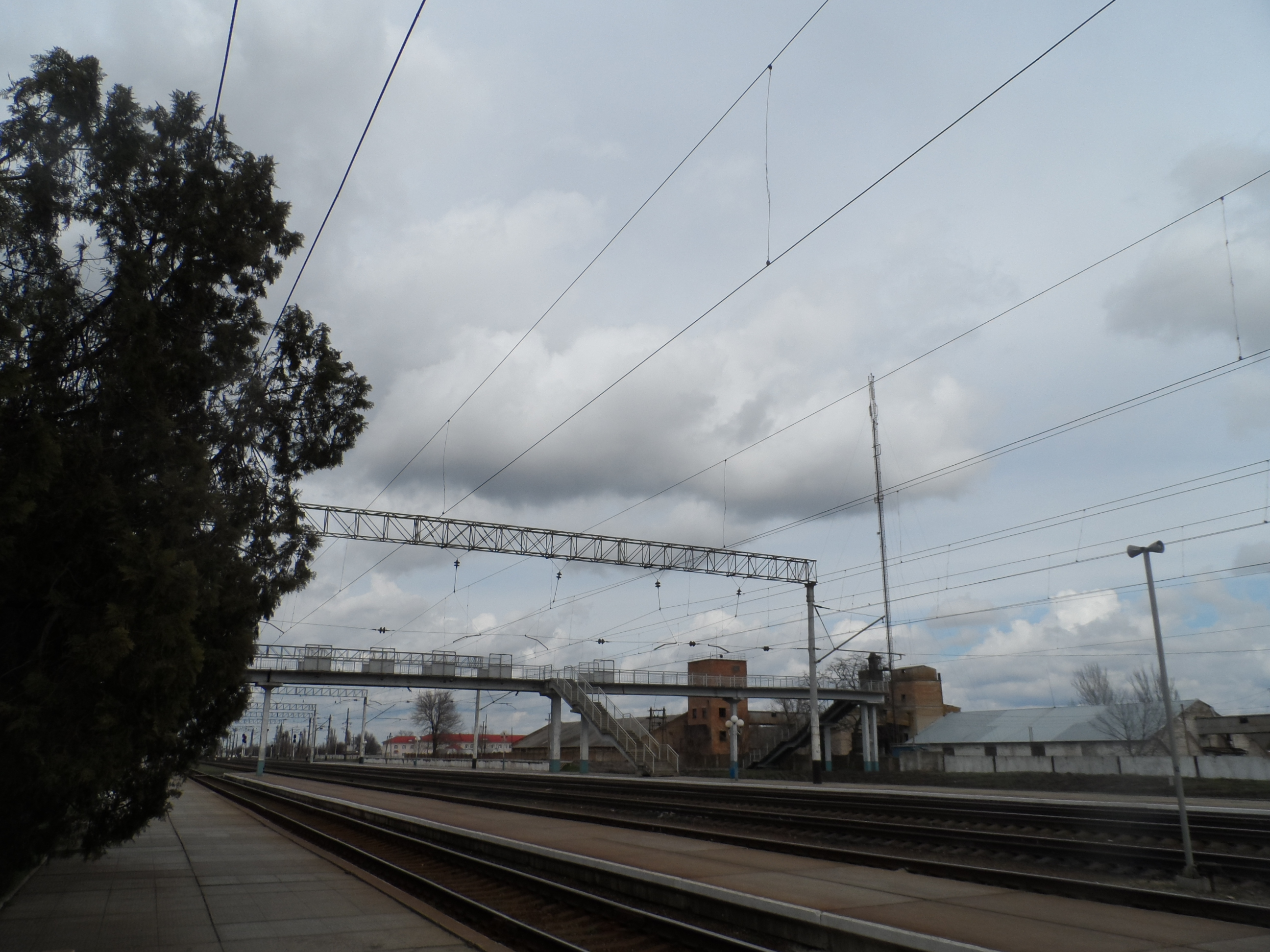
Залізниця

Село Федорівка знаходиться за 10 км на захід від села Терпіння. Поруч із селом проходить залізниця, за 3 км від села знаходиться станція Терпіння.
Автомобільними дорогами Федорівка пов'язана з Терпіння та магістраллю М18 Харків-Сімферополь, з селами Першотравневе і Трудове, а також ґрунтовою дорогою з селищем Відродження.

## Історія
Село було засноване в 1872 році.
Станом на 1886 рік в селі Терпіннівської волості Мелітопольського повіту Таврійської губернії мешкало 1223 особи, налічувалось 148 дворів, існували православна церква та залізнична станція Федорівка.
На початку жовтня 1941 року під час бомбардування станції загинув машиніст Григорій Тимофїйович Міщенко.
У 1947 році існувала Федорівська сільська рада, і Федорівка була єдиним селом в її складі., але до 1979 року сільрада був розформована і Федорівка увійшла до складу Терпіннівської сільради Мелітопольського району.
До 2020 року було у складі Терпіннівської сільської ради.

## Населення
У наступній таблиці представлена динаміка чисельності населення Федорівки:
| Рік  | Населення |  |
| ---- | --------- |  |
| 1886 | 1223      |  |
| 1889 | 1245      |  |
| 1892 | 1591      |  |
| 1900 | 1797      |  |
| 1990 | 460       |  |
| 2001 | 396       |  |

### Мова
Розподіл населення за рідною мовою за даними перепису 2001 року:
| Мова       | Кількість | Відсоток |
| ---------- | --------- | -------- |
| російська  | 351       | 88.64%   |
| українська | 45        | 11.36%   |
| Усього     | 396       | 100%     |

## Об'єкти соціальної сфери
- Школа. Федорівська загальноосвітня школа I—II ступенів розташована за адресою вул. Жовтнева, 20-а. У школі 8 класів, 18 учнів і 7 співробітників. Мова навчання російська. Директор — Ангеловська Алла Іванівна[6]. Школа працює з 1962 року і носить ім'я Героя Радянського Союзу Євтеєва Мойсейовича Гребенюка[7].
- Будинок культури.